# Zella-Mehlis
Zella-Mehlis är en tysk stad i distriktet (Landkreis) Schmalkalden-Meiningen i förbundslandet Thüringen.
Staden ligger vid motorvägen A71 och vid järnvägssträckan Erfurt-Schweinfurt.

## Historia
Zella och Mehlis var tidigare självständiga orter. Mehlis uppkom vid en handelsväg mellan Östersjön och Medelhavet som användes sedan förhistorisk tid. Zella var ursprungligen en utpost av ett kloster (Reinhardsbrunn) åt biskopen Blasius. Zella blev 1645 köping (Marktflecken).
Båda orter var under 1600-talet kända för flera häxprocesser. Ortsdelen Mehlis fick 1894 stadsrättigheter och 1918 bildades Zella-Mehlis.

## Sevärdheter och idrott
- Akvarium (med havsvatten)
- Stadsmuseum
- Museum i smedjan (Gesenkschmiede)
- Konstgalleri (Bürgerhaus)
- Explorata (vetenskapsmuseum)
- Flera sträckor för vandring, mountainbikecykling, skidåkning

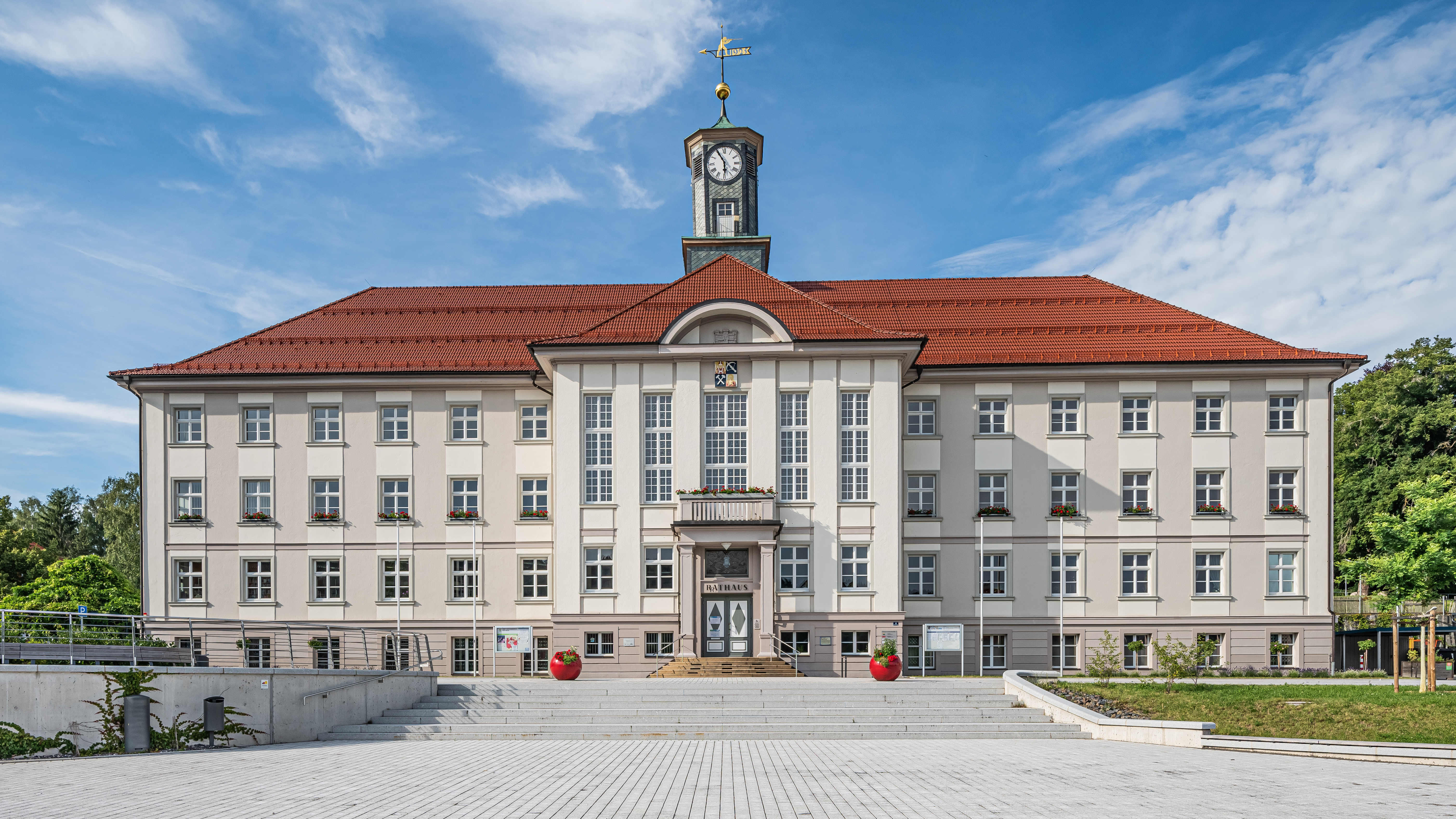
Rådhuset
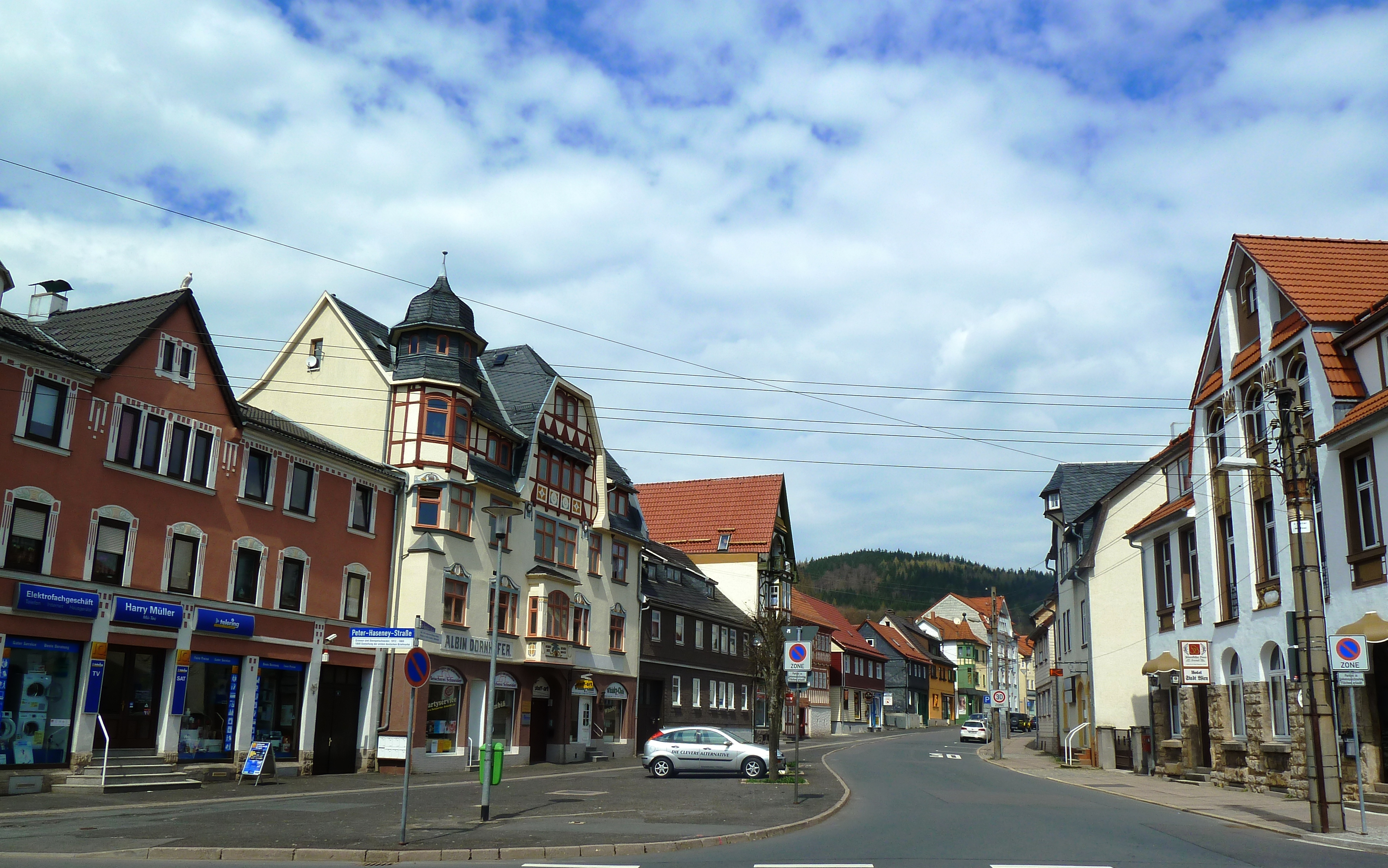
Torg i ortsdelen Mehlis
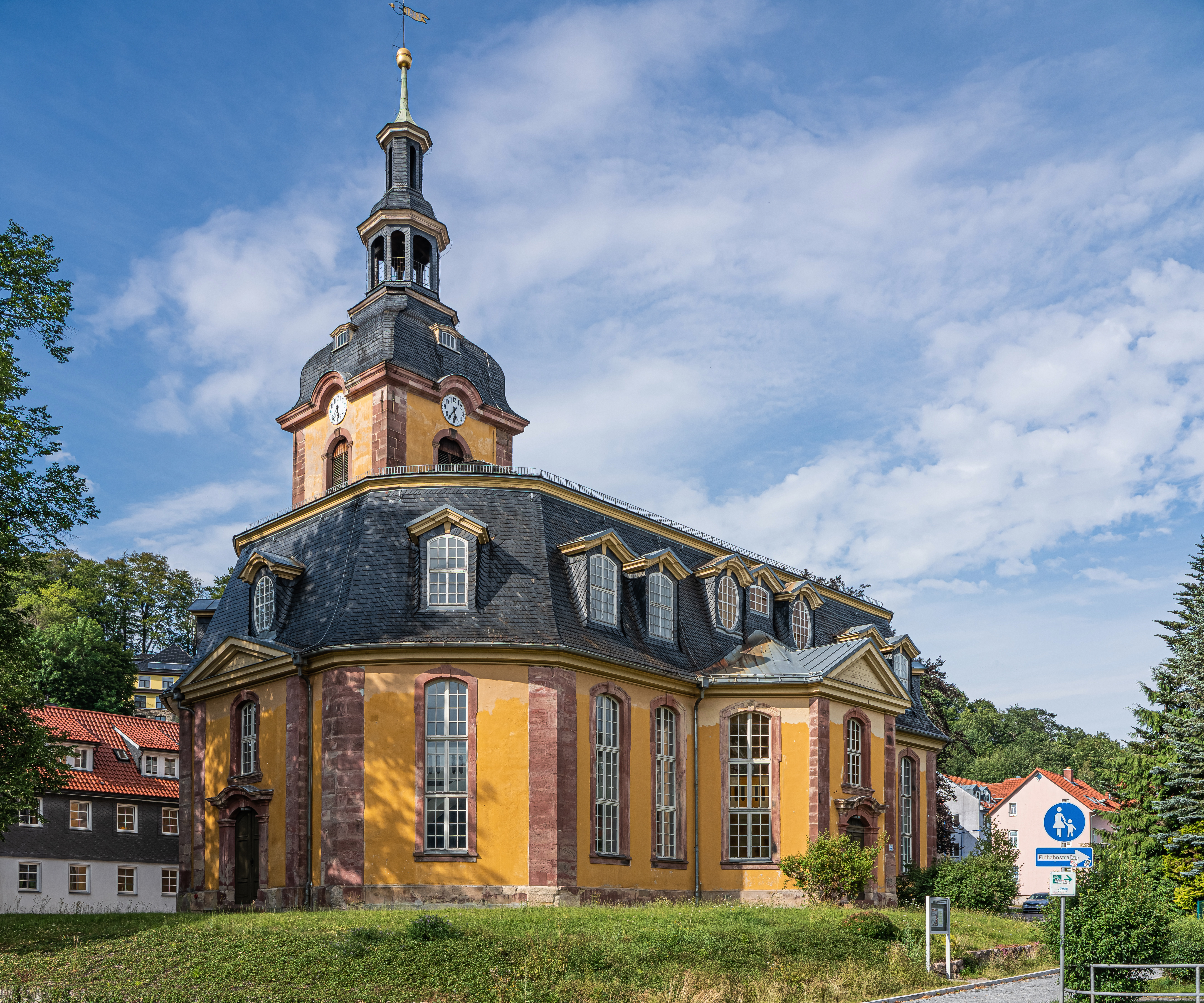
St. Blasiikirche, Zella
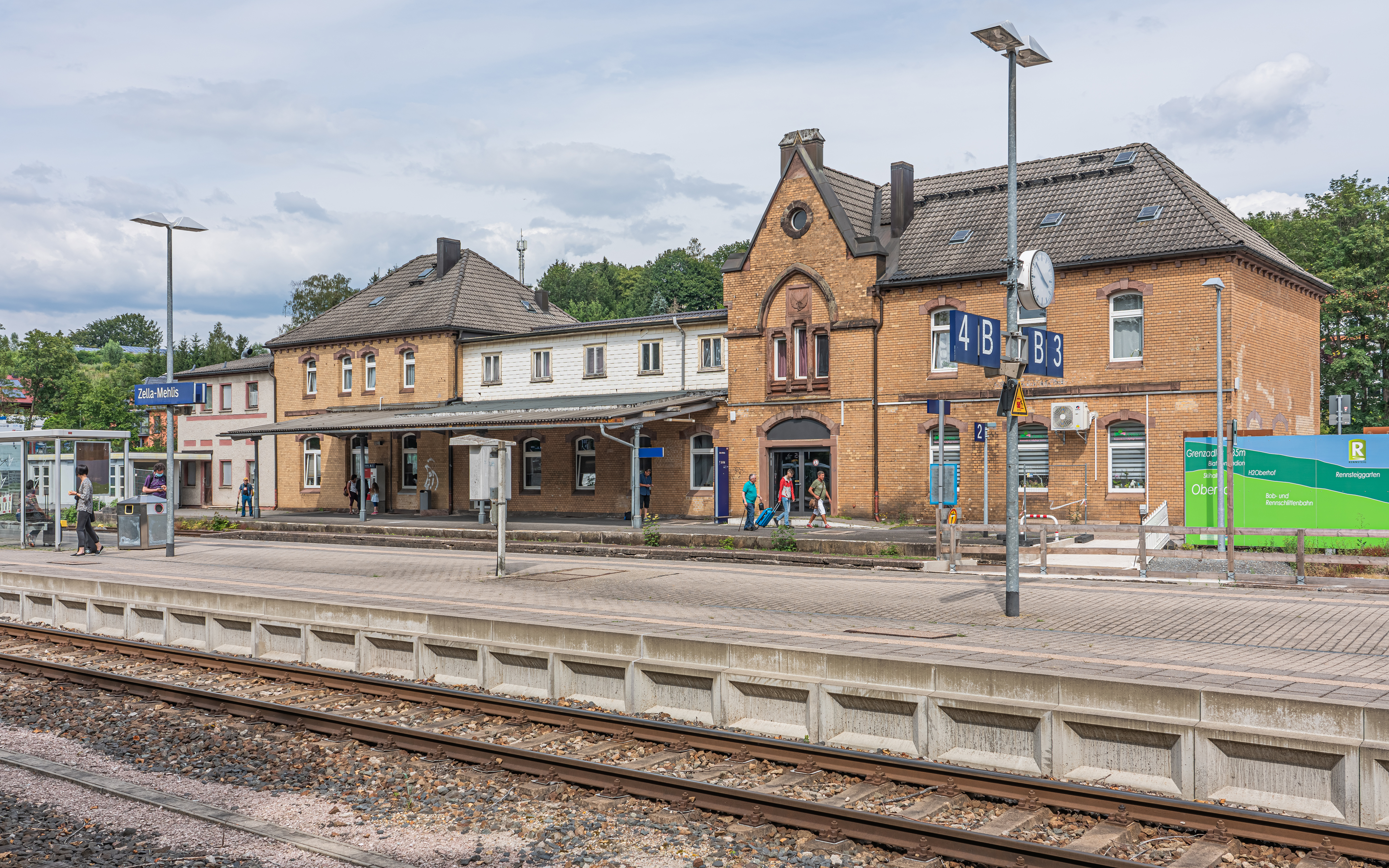
Järnvägsstationen